# Congo (romanzo)
Congo è un romanzo avventuroso del 1980 dello scrittore Michael Crichton. Narra di una spedizione alla ricerca di diamanti nella foresta del Congo. 
Ne è stata tratta una trasposizione cinematografica omonima nel 1995.

## Trama
Giugno 1979, nella foresta pluviale della regione nordorientale del bacino del Congo, dove la foresta incontra la catena dei vulcani Virunga al limite della Great Rift Valley, una spedizione segreta statunitense di geologi esplora fiumi e torrenti alla ricerca di giacimenti diamantiferi alluvionali, in particolare del tipo di diamante che per le sue impurezze era colorato di blu e per le sue proprietà ottiche veniva adoperato per un puntatore laser.
La ricerca procede finché un giorno i portatori si rifiutano di proseguire in una zona dei Virunga, chiamata «il posto delle ossa». Proprio in questo posto la spedizione è attaccata da un qualche animale mostruoso. Lo scontro provoca la morte di tutti i membri della spedizione, durante il collegamento mattutino con la base operativa Earth Resources Technology Satellite (ERTS) di Houston. Il video mostra che l'attacco è stato portato da una nuova specie di gorilla, di colore grigio chiaro e più piccoli di quelli normali ma apparentemente molto intelligenti.
Una nuova spedizione, guidata da Karen Ross, membro dell'ERTS, parte alla ricerca della leggendaria città perduta di Zinj. Secondo la leggenda, la città era nota agli ebrei dei tempi di Salomone per le sue miniere di diamanti. La spedizione è guidata dal capitano Munro, e vi partecipano l'addestratore di gorilla Peter Elliot, primatologo, e il suo gorilla femmina Amy, che comunica con gli umani usando la lingua dei segni. Il gruppo deve battere il consorzio euro-giapponese giungendo prima di questo alla città. Sfortunatamente il team si trova invischiato in varie peripezie tra le quali la Guerra Civile del Congo ma riesce fortunosamente a superarle tutte. 
Finalmente la spedizione arriva alla città di Zinj e alle miniere di re Salomone. Gli uomini trovano i diamanti ma sono più volte attaccati dai guardiani della città leggendaria, i gorilla grigi, addestrati per uccidere gli invasori. Scoppia una battaglia fra gli uomini e i gorilla grigi. Grazie all'aiuto di Amy gli uomini riescono a sventare la minaccia dei gorilla riuscendo a comunicare con loro. 
Un'eruzione vulcanica brucia la foresta e seppellisce la città di Zinj. Ross, Elliot, Munro e i pochi sopravvissuti della spedizione riescono a fuggire da una tribù locale di Kigani grazie a una mongolfiera ritrovata tra il carico di un aereo del consorzio, precedentemente abbattuto.

## Trasposizione cinematografica
Nel 1995 è stata distribuita una versione cinematografica del romanzo, Congo, interpretata da Laura Linney e Tim Curry, un film che richiama in forma tecnologica avanzata un film degli anni cinquanta, intitolato Le miniere di re Salomone di Compton Bennett e Andrew Marton.

## Edizioni
- Michael Crichton, Congo, traduzione di Ettore Capriolo, Collana I Libri del Quadrifoglio, Milano, Antonio Vallardi Editore, 1981,  p. 378.
- Michael Crichton, Congo, traduzione di Ettore Capriolo, Gli elefanti, Milano, Garzanti, 1985,  p. 367, ISBN 9788811666905.
- Michael Crichton, Congo, a cura di L. Saraval, traduzione di Ettore Capriolo, Letture per la scuola media, Milano, Garzanti, 1985,  p. 340, ISBN 9788811021391.
- Michael Crichton, Congo, traduzione di Ettore Capriolo, Gli elefanti. Narrativa, Milano, TEA, 1997,  p. 352, ISBN 9788878182448.
- Michael Crichton, Congo, traduzione di Ettore Capriolo, Gli elefanti. Narrativa, Milano, Garzanti, 2003,  p. 367, ISBN 9788811677376.
- Michael Crichton, Congo, traduzione di Ettore Capriolo, Elefanti bestseller, Milano, Garzanti, 3 settembre 2009,  p. 367, ISBN 9788811681557.
- Michael Crichton, Congo, traduzione di Ettore Capriolo, Elefanti bestseller, Milano, Garzanti, 25 gennaio 2018,  p. 367, ISBN 9788811601920.